# Міщенко Ірина Іванівна
Ірина Іванівна Мі́щенко (нар. 6 серпня 1962, Вільнюс) — український мистецтвознавець, кандидат мистецтвознавства з 2009 року; член Спілки художників України з 1992 року. Заслужений працівник культури України з 2003 року.

## Біографія
Народилася 6 серпня 1962 року у місті Вільнюсі (нині Литва). Протягом 1977—1981 років навчалася на художньо-графічному відділенні Тамбовського педагогічного училища № 2, здобула спеціальність викладача образотворчого мистецтва. У 1981—1986 роках продовжила навчання на факультеті теорії та історії мистецтва Київського державного художнього інституту, здобула спеціальність мистецтвознавця. Її педагогами були Ганна Заварова, Людмила Сак, Людмила Міляєва, Олена Масленкова.
У Чернівцях з 1987 року. З 1988 року працювала у Чернівецькому художньому музеї, де до 1994 року завідувала відділом образотворчого мистецтва; у 1994—2003 роках обіймала посаду заступника директора з наукової роботи. Мешкала у Чернівцях в будинку на вулиці Мінській, № 11.
З 2003 року — у Київському інституті декоративно-прикладного мистецтва і дизайну, де у 2003—2004 роках очолювала навчальний відділ; у 2006—2015 роках завідувала кафедрою теорії та історії мистецтва; у 2015—2016 роках — професор цієї ж кафедри. 2009 року в Національній академії образотворчого мистецтва і архітектури захистила кандидатську дисертацію за темою «Трансформація європейських художніх течій в буковинському образотворчому мистецтві кінця ХІХ — І половини ХХ століття (до 1940 року.)».
У 2016—2022 роках — доцент кафедри мистецтвознавчої експертизи Національної академії керівних кадрів культури і мистецтв. Одночасно протягом 2018—2020 років навчалася на докторантурі Національної академії керівних кадрів культури і мистецтв.

## Наукова діяльність
Досліджує історію образотворчого мистецтва України та Буковини, питання сучасного мистецтва. Протягом 2003—2016 років організовувала конференції, музейні експозиції, виставки сучасних художників України, зокрема Всеукраїнське трієнале абстрактного мистецтва «ART-AKT» у 2010 та 2013 роках. Серед публікацій:
- Мистецький процес на Буковині кінця ХІХ — початку ХХ століття у контексті українсько-австрійських культурних взаємин // Україно-австрійські культурні взаємини 2-ї половини 19 — початку 20 століття. Київ; Чернівці, 1999;
- Євзебій Ліпецький. Мистець і особистість. Чернівці, 2004;
- Тенденції культурно-мистецького розвитку Буковини кінця ХІХ — першої половини ХХ століття (до 1940 року) // Художня культура. Актуальні проблеми. Київ, 2006. Випуск 3;
- Сецесія в мистецтві Буковини // Студії мистецтвознавчі. Київ, 2008. Частина 1;
- Символи у роботах українських митців 1990–2000-х років // Мистецтвознавчі записки. Київ, 2011. Випуск 19;
- Володимир Загородников: невідомі сторінки українського мистецтва ХХ століття // Мистецькі обрії. Київ, 2012;
- Art criticism in Bukovina in the late 19th — early 20th century: the European context // History of Art History in Central, Eastern and South-Eastern Europe. Toruń, 2012. Vol. 2;
- Альфред Оффнер — призабуте ім'я в історії українського мистецтва першої третини ХХ століття // Студії мистецтвознавчі. Київ, 2015. Частина 2;
- Орнаментальні мотиви в українській образотворчості кінця ХХ–ХХІ століття // Етнодизайн: Європейський вектор розвитку і національний контекст. Полтава, 2015. Книга 2.

Уклала:
каталоги
- «Триптих. Геннадій Горбатий, Іван Салевич, Михайло Єлісоветій» (1989);
- «Клуб Українських митців (КУМ)» (1989);
- «Каталог виставки творів Копельмана Леона Озіасовича» (1994);
- «Одарка Киселиця. Живопис» (1997);
- «Петро Яковенко» (1997);
- «Ілько Поп'юк» (2003);
- «Живопис. Василь Ковалюк» (2006);
- «Витинанка» (2010);
- «АRТ-АКТ» (2010; 2013);
- «Іван Салевич. Скульптура» (2010)
- «Хмільний димар» (2015);

альбоми
- «Орест Криворучко» (2006);
- «Володимир Воронюк. Живопис» (2011).

Співавторка енциклопедичного довідника «Митці Буковини» (1998); авторка статей до видань:
- Шевченківська енциклопедія (2012—2015);
- Енциклопедія сучасної України (2001—)[4];
- Словник художників України. Біобібліографічний довідник. Книга 1 : А-В / НАН України, ІМФЕ імені Максима Рильського. Київ: видавництво ІМФЕ, 2019 (23 статті)[2];
- Звід пам'яток історії та культури України: Енциклопедичне видання у 28-ми томах. Чернівецька область. Київ, 2020 (44 статті)[2].